# Padrão internacional

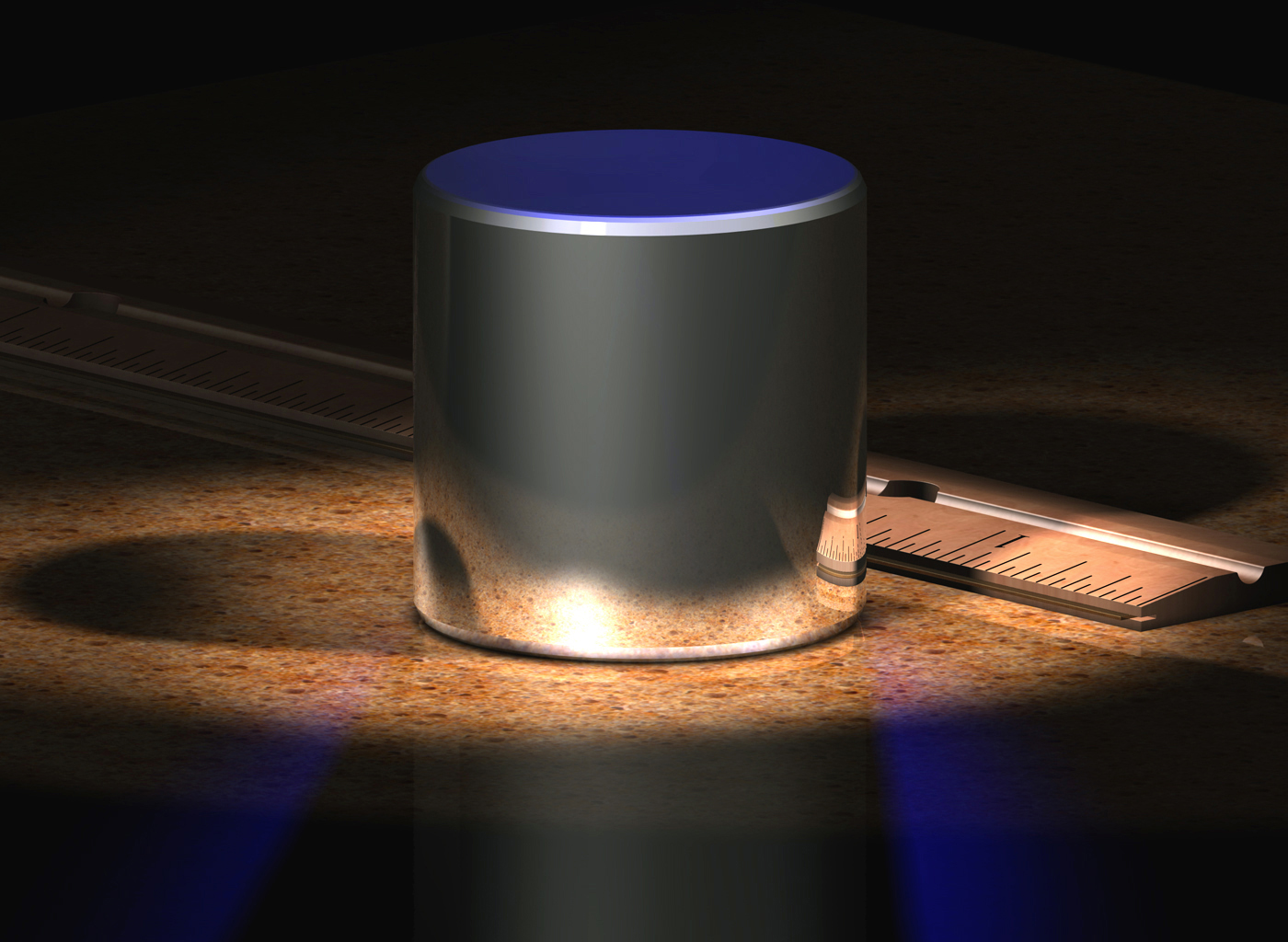
Protótipo internacional do quilograma

Os padrões internacionais são normas desenvolvidas por organizações de padrões e normas internacionais. Os padrões internacionais estão disponíveis para consideração e uso todo o mundo. Uma organização de destaque é a International Organization for Standardization

## Objetivo
Os padrões internacionais podem ser usados quer por aplicação direta ou por um processo de modificação de um padrão internacional para atender às condições locais.

## História
A implementação de padrões da indústria e do comércio tornou-se muito importante com o início do Revolução Industrial e da necessidade de alta precisão máquinas-ferramentas e componentes intercambiáveis. Até o final do século 19, as diferenças de padrões entre as empresas estavam fazendo o comércio cada vez mais difícil e tenso. O Comitê de Padrões de Engenharia foi fundado em Londres em 1901 como o primeiro nacional órgão de padronizações do mundo.